# Pilar Hernández Aparicio
Pilar Hernández Aparicio (Jaraíz de la Vera, 5 de enero de 1944-Madrid, 9 de septiembre de 2014) fue una Investigadora, historiadora, profesora y bibliotecaria española. Es una de las investigadoras reconocidas en el proyecto “Mujeres Investigadoras en los Archivos Estatales (1900-1970)” que desarrolló el Ministerio de Cultura en 2020.

## Trayectoria
Hernández estudió Filosofía y Letras en la Universidad Complutense de Madrid donde se doctoró en 1975 con la tesis titulada Los viajes a las pesquerías de perlas de California en el siglo XVII, dirigida por Paulino Castañeda Delgado. Durante el periodo comprendido entre 1969 y 1978, ejerció como profesora ayudante de cátedra en Historia de los Descubrimientos Geográficos en la misma universidad.
Como miembro del Cuerpo Facultativo de Archiveros, Bibliotecarios y Arqueólogos de España, Hernández Aparicio ocupó el cargo de directora de la Biblioteca de la Facultad de Medicina de la Universidad de Zaragoza desde 1981 hasta 1983. En 1982 fue nombrada Secretaria del Tribunal Suplente para la oposición de ingreso en el Cuerpo Facultativo de Archiveros y Bibliotecarios. Luego, en la Biblioteca Nacional, desempeñó funciones importantes como Jefe de Sección de Historia Contemporánea (1986-1992) y Manuscritos, donde se retiró después de años de servicio. También fue secretaria del Patronato de la Biblioteca Nacional.
Contribuyó como escritora en varias obras colectivas, entre ellas el IV "Concilio" Provincial Mexicano, además de participar en la elaboración de descripciones geográficas e hidrográficas de diversas regiones en las Indias, con un enfoque destacado en el descubrimiento del Reino de California. Falleció en Madrid a la edad de 70 años.

## Reconocimientos
En 2020, Hernández fue incluida dentro del proyecto “Mujeres Investigadoras en los Archivos Estatales (1900-1970)” para la descripción archivística y creación de un micrositio específico en el Portal de Archivos Españoles (PARES), desarrollado entre 2020-2023. Este proyecto ha sido impulsado por la Subdirección General de Archivos Estatales, con el objetivo visibilizar la labor de investigación realizada en España por las mujeres en el intervalo 1900-1970 partiendo de los registros documentales que se conservan en los Archivos de Gestión de los AAEE del Ministerio de Cultura (el Archivo Histórico Nacional, el Archivo de la Corona de Aragón, el Archivo General de Simancas, el Archivo General de Indias, el Archivo de la Real Chancillería de Valladolid, el Archivo General de la Administración y el Centro de Información Documental de Archivos).

## Obra

### Libros
- 1977: Alonso de Chaves y el Libro IV de su "Espejo de Navegantes". Alonso de Chaves, Paulino Castañeda Delgado, Mariano Cuesta Domingo, Pilar Hernández Aparicio. ISBN 84-400-3087-8.[6]
- 1983: Quatri partitu en cosmografía práctica, y por otro nombre Espejo de Navegantes. Alonso de Chaves, Paulino Castañeda Delgado, Mariano Cuesta Domingo, Pilar Hernández Aparicio. Instituto de Historia y Cultura Naval (Madrid). ISBN 84-500-9436-4.[6]
- 1989: Descripciones geográficas e hidrográficas de muchas tierras y mares del norte y sur, en las Indias, en especial del descubrimiento del Reino de California. Nicolás de Cardona, Pilar Hernández Aparicio. Ed. Turner libros. ISBN 84-7506-283-0.[6]
- 2001: El IV "Concilio" Provincial Mexicano. Paulino Castañeda Delgado, Pilar Hernández Aparicio. Ed. Deimos. ISBN 84-86379-58-X.[6]

### Publicaciones (selección)
- 1975: Los viajes a las pesquerías de perlas de California en el siglo XVII. Tesis doctoral. Madrid: Universidad Complutense.[6]
- 1980: Los viajes de don Isidro de Atondo y Antillón a California. Anuario de estudios americanos. ISSN 0210-5810, Nº 37, págs. 3-43.[6]
- 1988: Gramáticas, vocabularios y doctrinas franciscanas en las bibliotecas de Madrid. Archivo Ibero-Americano, ISSN 0004-0452, Año nº 48, Nº 189-192, (Ejemplar dedicado a: Congreso Internacional sobre Los Franciscanos en el Nuevo Mundo (siglo XVI) (2. 1987. La Rábida)), págs. 573-588.[6]
- 1998: El Archivo de fray Agustín Arce, en la Biblioteca Nacional de Madrid. Archivo Ibero-Americano, ISSN 0004-0452, Año nº 58, Nº 231, págs. 531-570.[6]